# Вирнсбергер, Петер
Петер Вирнсбергер (нем. Peter Wirnsberger; род. 13 сентября 1958, Фордернберг) — австрийский горнолыжник, специалист по скоростному спуску. Выступал за сборную Австрии по горнолыжному спорту в 1976—1992 годах, серебряный призёр зимних Олимпийских игр в Лейк-Плэсиде, обладатель Кубка мира.

## Биография
Петер Вирнсбергер родился 13 сентября 1958 года в городе Фордернберг, Австрия. Учился в частной коммерческой школе для талантливых лыжников в Шладминге, позже проходил подготовку в горнолыжном клубе DSV Alpine из Леобена.
В 1976 году впервые вошёл в основной состав австрийской национальной сборной и дебютировал на этапе Кубка мира.
Первого серьёзного успеха на взрослом международном уровне добился в 1977 году, когда в январе на этапе мирового кубка в Гармиш-Партенкирхене завоевал награду бронзового достоинства в скоростном спуске, тогда как в общем зачёте скоростного спуска по итогам сезона расположился на восьмой строке.
В следующем сезоне дважды поднимался на пьедестал почёта Кубка мира, побывал на чемпионате мира в Западной Германии, где стал в скоростном спуске девятнадцатым.
В сезоне 1978/79 продолжил успешно представлять Австрию на международных соревнованиях, впервые одержал победу на одном из этапов мирового кубка, в то время как в общем зачёте разместился на второй позиции, уступив лидерство швейцарцу Петеру Мюллеру.
Наибольшего успеха в своей спортивной карьере Вирнсбергер добился в 1980 году, когда благодаря череде удачных выступлений удостоился права защищать честь страны на зимних Олимпийских играх в Лейк-Плэсиде и в скоростном спуске выиграл серебряную олимпийскую медаль, пропустив вперёд только соотечественника Леонарда Стока.
После Олимпиады Петер Вирнсбергер ещё достаточно долго оставался в составе австрийской национальной сборной и продолжал выступать на крупнейших международных соревнованиях. Так, в 1982 году он стартовал на мировом первенстве в Шладминге, заняв здесь итоговое двенадцатое место.
Пытался пройти отбор на Олимпийские игры 1984 года в Сараево, но из-за слишком высокой конкуренции и своих не очень высоких результатов не смог этого сделать.
В сезоне 1984/85 стал третьим в зачёте Кубка мира в скоростном спуске, показал шестой результат на чемпионате мира в Бормио.
В сезоне 1985/86 в первый и единственный раз одержал победу в общем зачёте Кубка мира в скоростном спуске.
Участвовал в чемпионатах мира 1989 года в Вейле и 1991 года в Зальбах-Хинтерглеме, став на них восьмым и десятым соответственно. В общей сложности оставался в составе главной горнолыжной команды Австрии в течение 16 лет, за это время выиграл восемь этапов Кубка мира. В 1992 году принял решение завершить карьеру профессионального спортсмена.
В 1996 году награждён Рыцарским крестом II степени почётного знака «За заслуги перед Австрийской Республикой».